# Polycheria nuda
Polycheria nuda is een vlokreeftensoort uit de familie van de Dexaminidae. De wetenschappelijke naam van de soort is voor het eerst geldig gepubliceerd in 1983 door Holman & Watling.